# Yeoman Credit Racing
Yeoman Credit Racing – były brytyjski zespół Formuły 1, który startował w latach 1960-1961. Zespół zadebiutował w wyścigu o Grand Prix Monako 29 maja 1960 roku. 

## Statystyki
Zespół wystąpił w piętnastu wyścigach, z których to ani jednego nie wygrał. Kierowcy zdobyli w sumie 27. punktów dla zespołu. Dwa razy kierowcy zespołu stawali na podium, a rozbili łącznie 33 bolidy. 11 razy nie ukończono wyścigów.

## Kierowcy
- 1960 – Chris Bristow, Tony Brooks, Henry Taylor, Olivier Gendebien, Bruce Halford i Phil Hill
- 1961 – John Surtees i Roy Salvadori

## Podsumowanie
| Sezon | Zespół               | Konstruktor          | Zgłoszenia | GP      | PKT     | P.      | P1      | P2      | P3      | Punkt.   | PP       | NO       | NS       | DK       | NZ       |
| --- | -------------------- | -------------------- | ---------- | ------- | ------- | ------- | ------- | ------- | ------- | -------- | -------- | -------- | -------- | -------- | -------- |
| 1960 | Yeoman Credit Racing | Yeoman Credit Racing | 14         | 7       | -       | -       | -       | 2       | 21      | -        | -        | 6        | -        | -        | -        |
| 1961 | Yeoman Credit Racing | Yeoman Credit Racing | 16         | 8       | 6       | -       | -       | -       | -       | -        | -        | -        | 5        | -        | -        |
| Razem | {{{1}}}              | {{{2}}}              | {{{3}}}    | {{{4}}} | {{{5}}} | {{{6}}} | {{{7}}} | {{{8}}} | {{{9}}} | {{{10}}} | {{{11}}} | {{{12}}} | {{{13}}} | {{{14}}} | {{{15}}} |
| Sezon | Zespół               | Konstruktor          | Zgłoszenia | GP      | PKT     | P.      | P1      | P2      | P3      | Punkt.   | PP       | NO       | NS       | DK       | NZ       |
| Zgłoszenia - starty wszystkich samochodów; GP - zaliczone Grand Prix; P. - pozycja końcowa; P1, P2, P3 - pozycje na podium; Punkt. - punktował; PP - pole position; NO - najszybsze okrążenia; NS - niesklasyfikowany; DK - dyskwalifikacje; NZ - nie zakwalifikował się |                      |                      |            |         |         |         |         |         |         |          |          |          |          |          |          |